# Bob Foster

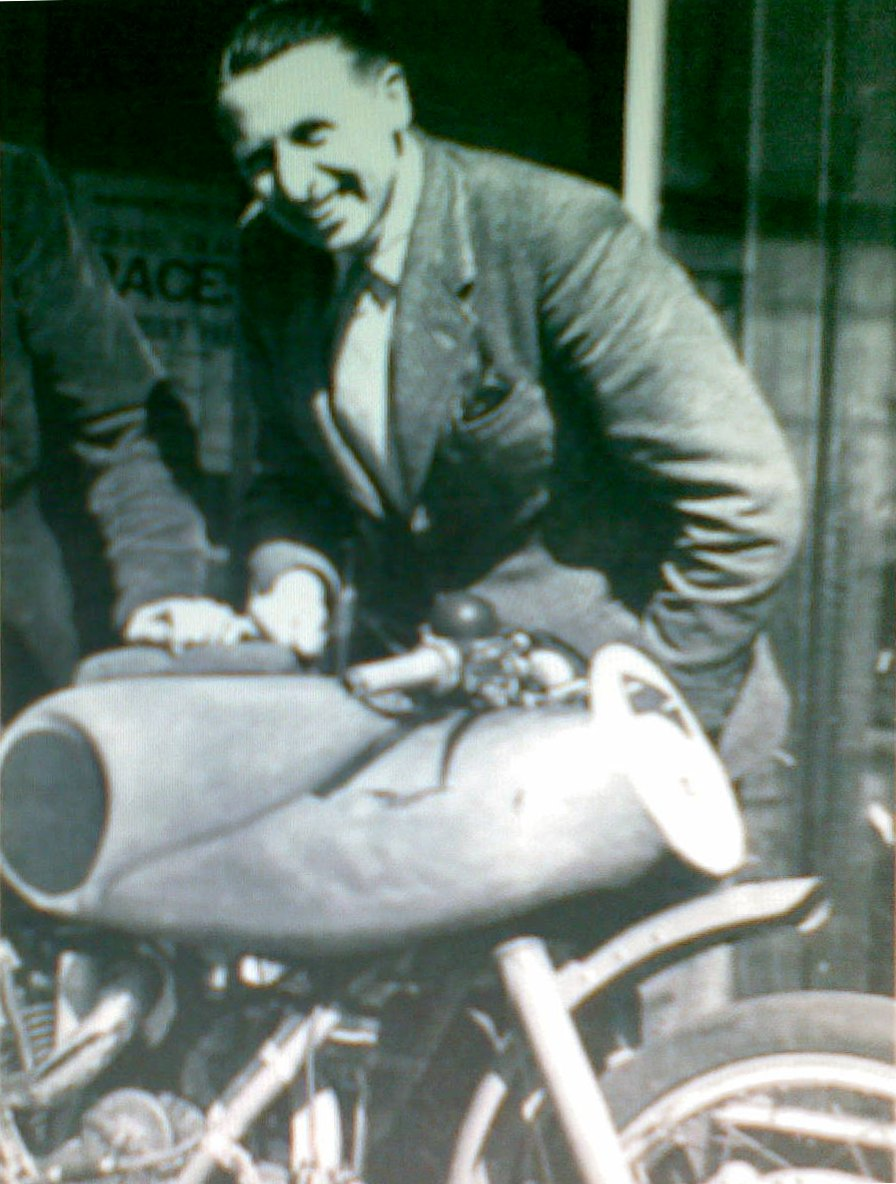
Bob Foster met de Moto Guzzi Bicilindrica

Alfred Robert (Bob) Foster (Gloucestershire, 16 maart 1911 – 22 maart 1982) was een Brits motorcoureur.

## New Imperial
In 1932 was hij voor het eerst op het eiland Man om als monteur te werken voor een vriend die in de Manx Grand Prix reed. Hij was meteen verkocht en kocht een 350cc-New Imperial Grand Prix. Zijn prestaties trokken de aandacht van de fabriek die hem een fabrieksracer te leen gaf voor een race in Donington Park. Hij presteerde goed genoeg om als fabrieksrijder in dienst te mogen treden. In 1935 werd in hij tijdens het Europees kampioenschap in Ulster vice-Europees kampioen in de 250cc-klasse. In 1936 won hij de 250cc-Lightweight TT. Daarna stopte New Imperial met races en Foster stapte over op AJS.

## AJS
In 1938 won hij met de AJS 7R de 350cc-klasse van de North West 200. Voor AJS reed hij ook met de 500cc-V-vier compressorracer. In die periode kreeg Bob Foster de bijnaam "Fearless Foster". Kort vóór de oorlog won hij een aantal motocross- en trialwedstrijden met een 598cc-Levis.

## Velocette en Moto Guzzi
In de eerste jaren na de Tweede Wereldoorlog reed Bob Foster vooral terreinwedstrijden, maar ook enkele kleine wegraces. Hij trad toe tot het fabrieksteam van Velocette en daarmee won hij in 1947 de 350cc Junior TT. Hij nam ook deel aan de 500cc Senior TT, maar daarin viel hij met een kapotte motor uit. In 1948 werd hij in de Junior TT tweede achter zijn teamgenoot Freddie Frith. In de Senior TT gebruikte hij een Triumph T 100 GP, maar ook daarme viel hij uit. In 1948 won de 350cc-Grand Prix van België. In 1949 werd hij met een Velocette zesde in de Junior TT, maar voor de Senior TT had hij een snelle Moto Guzzi Bicilindrica 500 tot zijn beschikking. Hij schudde de concurrenten met Norton, AJS en Velocette al snel af en reed ook de snelste ronde, maar in de vijfde ronde viel hij uit door problemen met de aandrijving. Bij de TT van Assen en de Grand Prix van België werd hij tweede in de 350cc-klasse. 1949 Was het eerste seizoen van het wereldkampioenschap wegrace en in de 350 cc werd Bob Foster derde in de eindstand. In de 500cc-klasse haalde hij met zijn Moto Guzzi geen enkele maal de finish en hij bleef dus puntloos. In 1950 werden de Nortons uitgerust met het nieuwe featherbed frame. Dat leverde direct resultaat op: de eerste drie plaatsen in de Senior TT (Duke, Bell en Lockett) én de eerste drie plaatsen in de Junior TT (Bell, Duke en Daniell). Toch wist Bob Foster met zijn Velocette de machines te verslaan in België, Assen en Ulster. Tijdens de Grand Prix van Zwitserland reed hij de snelste ronde maar hij werd tweede achter Leslie Graham met een AJS. In dat jaar werd Bob Foster wereldkampioen 350 cc en Velocette won de constructeurstitel.
Aan het einde van het seizoen wilde Bob Foster stoppen met racen, maar Velocette was juist een 250cc-racer aan het ontwikkelen en vroeg hem nog een jaar te blijven om zijn ervaring te gebruiken bij de ontwikkeling. De 250cc-Velocette werd echter een mislukking en de 350cc-versie was aan het einde van zijn krachten en in 1951 zette Bob Foster definitief een punt achter zijn carrière. In dat laatste jaar haalde hij nog een zesde plaats in de Junior TT. Met de 250cc-machine viel hij uit in de Lightweight TT. 
Hij ging in Dorset wonen en had garages in Blandford en Parkstone. De wintermaanden bracht hij door in Zuid-Afrika, waar hij voor zijn plezier ook aan wegraces deelnam.

## Wereldkampioenschap wegrace resultaten
(Races in cursief geven de snelste ronde aan)

### Puntentelling
|                    | 1e | 2e | 3e | 4e | 5e | 6e | snelste ronde |
| ------------------ | -- | -- | -- | -- | -- | -- | ------------- |
| Punten 1949:       | 10 | 8  | 7  | 6  | 5  | 0  | 1             |
| Punten vanaf 1950: | 8  | 6  | 4  | 3  | 2  | 1  | 0             |

| Jaar | Klasse | Team       | Motorfiets       | 1       | 2     | 3       | 4       | 5     | 6      | 7     | 8     | Punten | Plaats | Overwinningen |
| ---- | ------ | ---------- | ---------------- | ------- | ----- | ------- | ------- | ----- | ------ | ----- | ----- | ------ | ------ | ------------- |
| 1949 | 350 cc | Velocette  | KTT Mk VIII      | IOM 6   | ZWI - | NED 2   | BEL 2   | ULS - |        |       |       | 16,5   | 3e     | 0             |
| 1949 | 500 cc | Moto Guzzi | Bicilindrica 500 | IOM DNF | ZWI - | NED DNF | BEL DNF | ULS - | NAT -  |       |       | 0      | -      | 0             |
| 1950 | 350 cc | Velocette  | KTT Mk VIII      | IOM -   | BEL 1 | NED 1   | ZWI 2   | ULS 1 | NAT -  |       |       | 30     | 1e     | 3             |
| 1950 | 500 cc | Moto Guzzi | Bicilindrica 500 | IOM DNF |       |         | ZWI DNF | ULS - |        |       |       | 0      | -      | 0             |
| 1950 | 500 cc | AJS        | E90              |         | BEL 7 |         |         |       | NAT 15 |       |       | 0      | -      | 0             |
| 1950 | 500 cc | Velocette  | Velocette        |         |       | NED DNF |         |       |        |       |       | 0      | -      | 0             |
| 1951 | 350 cc | Velocette  | KTT Mk VIII      | SPA -   | ZWI - | IOM 6   | BEL DNF | NED - | FRA -  | ULS - | NAT - | 0      | -      | 0             |

## Isle of Man TT resultaten
| Jaar | Klasse         | Team         | Motorfiets       | Plaats | Punten |
| ---- | -------------- | ------------ | ---------------- | ------ | ------ |
| 1935 | Lightweight TT | New Imperial | M50              | DNF    | NVT    |
| 1936 | Lightweight TT | New Imperial | M50              | 1      | NVT    |
| 1937 | Junior TT      | AJS          | 7R               | DNF    | NVT    |
| 1938 | Junior TT      | AJS          | 7R               | DNF    | NVT    |
| 1938 | Senior TT      | AJS          | V4               | DNF    | NVT    |
| 1939 | Junior TT      | AJS          | 7R               | DNF    | NVT    |
| 1939 | Senior TT      | AJS          | V4               | 13     | NVT    |
| 1947 | Junior TT      | Velocette    | KTT Mk VIII      | 1      | NVT    |
| 1947 | Senior TT      | Velocette    | Velocette        | DNF    | NVT    |
| 1948 | Junior TT      | Velocette    | KTT Mk VIII      | 2      | NVT    |
| 1948 | Senior TT      | Privé        | Triumph T 100 GP | DNF    | NVT    |
| 1949 | Junior TT      | Velocette    | KTT Mk VIII      | 6      | 0      |
| 1949 | Senior TT      | Moto Guzzi   | Bicilindrica 500 | DNF    | 0      |
| 1950 | Junior TT      | Velocette    | KTT Mk VIII      | DNF    | 0      |
| 1950 | Senior TT      | Moto Guzzi   | Bicilindrica 500 | DNF    | 0      |
| 1951 | Lightweight TT | Velocette    | Prototype        | DNF    | 0      |
| 1951 | Junior TT      | Velocette    | KTT Mk VIII      | 6      | 1      |